# Weronika Budny
Weronika Krystyna Budny panieńskie nazwisko Stempak (ur. 30 października 1941 w Wiązownicy koło Jarosławia) – polska narciarka-biegaczka, trzykrotna olimpijka igrzysk w Innsbrucku 1964, Grenoble 1968 i Sapporo 1972.

## Życiorys
W 1965 roku ukończyła studia na Wydziale Geografii Uniwersytetu Jagiellońskiego uzyskując tytuł magistra geografii. W 1976 ukończyła dwuletnie studium trenerskie w Krakowskiej Akademii Wychowania Fizycznego.
Reprezentantka AZS Zakopane i WKS Zakopane. Trzykrotna olimpijka (Innsbruck 1964, Grenoble 1968, Sapporo 1972). Największe sukcesy odnosiła startując w biegach sztafetowych (MŚ 1962 – 4. miejsce, MŚ 1966 – 7. miejsce, ZIO 1968 - 5. miejsce, MŚ 1970 – 8. miejsce, ZIO 1972 - 7. miejsce). 6-krotna medalistka Uniwersjad (1960, 1962, 1964, 1966), 6-krotna mistrzyni Polski.
W 1972 roku po olimpiadzie w Sapporo zakończyła karierę sportową i poświęciła się pracy pedagogicznej. Pracowała w szkole Mistrzostwa Sportowego na Bystrem jako trener i nauczycielka geografii. W 1990 roku zorganizowała Społeczne Liceum Ogólnokształcące, w którym objęła stanowisko dyrektora.

## Odznaczenia
- Mistrzyni Sportu
- brązowy Medal za Wybitne Osiągnięcia Sportowe
- Srebrny Krzyż Zasługi w 1995

## Życie prywatne
Mieszka w Zakopanem na Antałówce. Córka Józefa i Anieli z domu Socha; żona trenera Edwarda Budnego; dzieci Danuta ur. 1963 i Tomasz ur. 1976.